# Anna Vaccarella
Anna Vaccarella (Cagua, Aragua, 31/8/1968)  là nhà báo người Venezuela. Bà hiện làm chương trình phát thanh trên Unión Radio.

## Tiểu sử

### Sự nghiệp
Năm 17 tuổi, Vaccarella chuyển đến Caracas, học ngành báo chí tại Đại học Công giáo Andrés Bello.
Bà làm nhà báo tại đài RCTV, trong 10 năm. 24 tuổi, cô làm phóng viên tại hiện trường và đã dẫn dắt chương trình tạp chí Alerta.  Cô làm việc trong đài phát thanh Kys FM 101.5 trong 8 năm.
Sau khi rời RCTV, Vaccarella làm việc tại Venevisión. Tại đó bà làm người đưa tin, cùng với các nhà báo Unai Amenabar và Eduardo Rodríguez. Bà làm việc tại Venevisión trong 12 năm, cho đến tháng 12 năm 2013. Sau đó, bà quyết định trở lại đài phát thanh, làm người dẫn chương trình mang tên En Sintonía trên Unión Radio 90.3 FM.

### Đời tư
Năm 2005, Vaccarella kết hôn với đồng nghiệp Román Lonzinski. Cặp vợ chồng gặp khó khăn trong việc thụ thai nhưng nhờ phương pháp thụ tin trong ống nghiệm, họ đón chào cặp song sinh Isabella và Sofia ngày 7 tháng 5 năm 2011 

#### Bệnh tật
Ngày 31 tháng 7 năm 2015, Vaccarella tiết lộ rằng sau khi cắt bỏ tử cung, kết quả sinh thiết cho thấy bà bị ung thư hạch Non-Hodgkin, một loại ung thư tấn công tế bào bạch huyết và tủy xương.
Ngày 2 tháng 2 năm 2016, bà đã trải qua ca ghép tủy xương ở thành phố New York. Khoảng 5 tháng sau, Vaccarella trở lại Venezuela và tiếp tục công việc của mình tại đài Unión Radio.